# Thiessen (cráter)

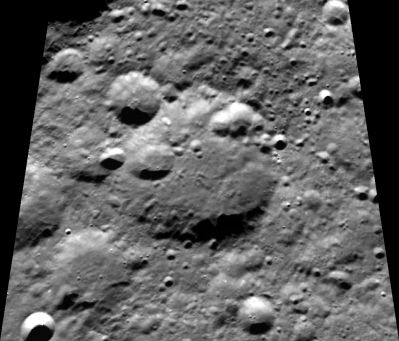
Fotografía de la misión Clementine (1994)

Thiessen es un cráter de impacto que se encuentra en latitudes septentrionales de la cara oculta de la Luna. Al oeste de Thiessen se halla el cráter más reciente Ricco, y al sur-sudoeste se localiza Roberts. Más al este aparece Heymans.
|  |

Es un cráter muy desgastado, especialmente con numerosos impactos superpuestos al borde en sus sectores noreste, noroeste y oeste. Un pequeño cráter ocupa el suelo interior del lado noroeste. El borde restante está desgastado y redondeado, y el cráter es ahora esencialmente una depresión en la superficie.

## Cráteres satélite
Por convención estos elementos son identificados en los mapas lunares poniendo la letra en el lado del punto medio del cráter que está más cercano a Thiessen.
|          | \| Thiessen \| Coordenadas \| Diámetro \| \| -------- \| ------------------------------- \| -------- \| \| Q \| 73°54′N 174°36′O / 73.9, -174.6 \| 39 km \| \| W \| 76°18′N 173°12′O / 76.3, -173.2 \| 24 km \| |          |
| Thiessen | Coordenadas | Diámetro |
| Q        | 73°54′N 174°36′O / 73.9, -174.6 | 39 km    |
| W        | 76°18′N 173°12′O / 76.3, -173.2 | 24 km    |